# Ren Zhuoxuan
Ren Zhuoxuan o  Jen Cho-hsüan (Nanchong, 4 aprile 1896 – 29 gennaio 1990) è stato un politico, giornalista e attivista cinese. Fu uno dei primi leader comunisti della Cina ma divenne un anticomunista alla fine della guerra civile e si trasferì a Taiwan, dove morì.

## Biografia
Ren Zhuoxuan nacque a Nanchong nel 1896. Il padre era un insegnante privato. Dopo aver lasciato la famiglia, entrò alla scuola superiore della contea e dopo essersi laureato, iniziò a insegnare presso la scuola elementare. Nel 1919 fu raccomandato dal governatore del Sichuan Zhang Lan e ammesso alla Scuola specializzata di francese a Pechino per preparare il suo viaggio in Francia. Nel giugno 1920, con il sostegno di Zhang, Ren partì con Wu Jiyu, Yang Changyi e Lei Yaoqing. In Francia Ren lavorò come apprendista in una fabbrica di acciaio vicino a Lione e poi come meccanico in una fabbrica nella periferia di Parigi. Nel 1922 Zhou Enlai e Chen Yannian fondarono il Partito Comunista della Gioventù Cinese (il precursore dell'attuale Lega della Gioventù Comunista Cinese). L'anno successivo durante il soggiorno in Europa dell'esecutivo del partito giovanile, Ren si unì al Partito Comunista Cinese e divenne segretario del suo ramo in Francia. Nel 1925 organizzò una manifestazione di cinesi per sostenere il Movimento del 30 maggio che in quel momento stava avvenendo in Cina. Il 21 giugno guidò più di 100 cinesi in un attacco contro l'ambasciata cinese che però fu represso dal governo francese e per questo fu arrestato e imprigionato. Quattro mesi dopo si trasferì in Unione Sovietica sotto l'egida del Partito Comunista e andò a studiare presso l'Università Sun Yat-sen di Mosca insieme a Sun Yefang. Poco dopo il suo arrivo a Mosca, fu fondata la sezione locale del Partito Comunista Cinese. Ren divenne una delle tre personalità chiave del ramo cinese dell'Università. Nell'ottobre del 1925 fu sconfitto in una serie di dibattiti dall'avversario Wang Ming, uno degli emergenti leader comunisti cinesi. Alla fine del 1926 a Ren fu ordinato di tornare in Cina, dove divenne segretario alla propaganda comunista nel Guangdong e un istruttore politico presso l'Accademia militare di Whampoa.
Nel 1927, a causa dell'arresto di Wang Yifei, segretario del comitato provinciale del Partito Comunista nello Hunan, Ren ne prese il posto. Rimase ferito negli scontri contro i nazionalisti del Kuomintang durante la rivolta del raccolto autunnale e per questo dovette andare a Changsha per cure mediche. Una volta guarito, fu arrestato e imprigionato dal Kuomintang. Per volere del vicepresidente del tribunale di Changsha, Zuo Guofan, diventò istruttore politico presso la 20ª Divisione dell'esercito del Sichuan. In questa posizione, durante la seconda guerra sino-giapponese Ren abbracciò la politica-filosofia dei Tre principi del popolo formulata da Sun Yat-sen e iniziò a diventare un anticomunista. Come opinionista, a partire dal 1941 iniziò a scrivere una serie di articoli in cui criticava Mao Zedong e il suo pensiero politico, mentre la maggioranza dei dirigenti comunisti del momento, come Wang Jiaxiang, si stava avvicinando o si era già avvicinato alla linea di Mao. Al VII Congresso nazionale del Partito Comunista Cinese del 1945, Liu Shaoqi propose ufficialmente il "Pensiero di Mao Zedong". Ren allora si distaccò completamente dal partito.
Nel secondo elenco dei criminali di guerra presentato dal Partito Comunista nel gennaio 1949, il suo nome era l'ultimo. A metà del medesimo anno, a causa del successo della rivoluzione comunista Ren si rifugiò sull'Isola di Formosa, l'attuale Taiwan, dove continuò la sua attività politica come anticomunista. A Taiwan, Ren fu membro dell'Associazione Letteraria e Artistica Cinese. Nel 1985 gli fu conferita la medaglia letteraria onoraria dell'Associazione. Morì nel 1990.